# 初吻 (1980年电影)
《初吻》（法語：La Boum）是1980年的法國喜劇電影，由克勞德·皮諾托導演，苏菲·玛索擔任女主演，也是她首次演出的電影。劇本是由丹尼爾·湯普森及克勞德·皮諾托編寫。電影是有關一個十三歲法國女生如何面對她在新學校的生活，以及處理其家中的問題。此電影的國際票房很好，在法國就有4,378,500人觀賞電影，配樂是由拉迪米尔·哥斯玛所作，由理查德·桑德森演唱主題曲Reality。續集《初吻2》于1982年上映。

## 剧情
13岁的维克（苏菲·玛索饰）就读于亨利四世中学，她的父亲弗朗索瓦（克洛德·布拉瑟尔饰）是一名牙医，母亲弗朗索瓦丝（布麗吉特·佛西饰）是一名插画师。父母忙于各自的事业和婚姻问题，并不总是能够与她沟通。维克最常向她的曾祖母普佩特（丹妮絲·格列饰）倾诉，尽管有代沟，但普佩特的思想更开放。
经过长时间的坚持和争论，维克的父母终于同意让她参加一个由高中时的朋友拉乌尔组织的聚会。在那里，她遇到了马蒂厄（亞歷山大·斯特林饰），一个比她大一岁的男孩。他们瞒着父母在几周内逐渐发展恋情。
弗朗索瓦的前情人瓦内萨（多明妮克·拉瓦馮納特饰）出现在他的牙科手术室，抱怨他抛弃了她，要求晚上一起过，并威胁要给他妻子打电话。弗朗索瓦被这种勒索弄得很尴尬，只好同意，但在半夜时以参加专业会议为借口想要离开。失望之余，瓦内萨给弗朗索瓦丝打电话，假装成护士，骗她说弗朗索瓦摔断了腿，明天早上就能出院，这样她便能让他陪她一整晚，但第二天弗朗索瓦必须打上假石膏，假装成瘸子。
几天后，弗朗索瓦被他妻子悉心照料所感动，决定拆除石膏。他向弗朗索瓦丝表明他对她的爱，告诉她他的不忠，并请求她原谅他。她很不服气，两人就分开了。弗朗索瓦丝冒充顾客，到瓦内萨经营的香水店里打砸。她开始和维克的德语老师埃里克（柏納·吉哈度饰）约会，两人是在讨论维克糟糕的学习成绩时遇到的。
维克的最好的朋友佩内洛普（希拉·奧康納饰）告诉她，她看到马蒂厄和一个名叫莉迪娅的16岁女孩在一起。在一个聚会上，她请维克来亲自看看。维克毫无征兆地离开了家，弗朗索瓦来接她时，她在马蒂厄面前亲吻弗朗索瓦，让马蒂厄吃醋。
那天晚上，弗朗索瓦把维克带回家，弗朗索瓦丝允许他睡在沙发上，但她其实还没有准备好接受他的归来。尽管如此，他还是在夜里和她一起睡觉了。
一天晚上，弗朗索瓦看到埃里克带着弗朗索瓦丝回家，于是在埃里克回自己家时开车跟着他。在一个十字路口，埃里克被试图偷他车的暴徒袭击。弗朗索瓦把他们打跑了，然后趁机打了埃里克的脸，让埃里克离开他的妻子。第二天，弗朗索瓦在学校外面等维克时，被暗恋着他的佩内洛普的妹妹萨芒塔（亞歷山德拉·戈寧饰）搭讪。马蒂厄看到后来挑衅他，指责他是一个喜欢幼女的变态。弗朗索瓦和马蒂厄打了起来，埃里克和维克将他们分开。这时，弗朗索瓦意识到他妻子的情人实际上是维克的老师，而马蒂厄意识到他误认为是维克情人的男人原来是他的父亲。马蒂厄把维克的父亲打得屁滚尿流，更加强了他对维克的吸引力。
维克因为学习成绩差和缺勤而不得外出，但至少能够陪同普佩特参加在布鲁塞尔举行的音乐会。这位性格开朗的曾祖母突然决定帮她追求马蒂厄，她放弃了她的音乐会，前往多維爾，在那里她租了一个酒店房间，维克可以从那里给马蒂厄打电话，他和他的家人住在卡堡。维克骗他说她已经离家出走了，约他出来见面。维克问马蒂厄关于他和莉迪娅的事情，他仍然回避。两人还是发生了争执，马蒂厄因为维克的突然到来而感到尴尬，他正在工作，第二天还得早起，而她则因为他对她的冷淡而感到受伤。维克回到酒店与他的曾祖母一起，第二天却发现给普佩特和维克的酒店房间送早餐的员工不是别人，正是在那里实习的马蒂厄。他在这时意识到，维克所谓的离家出走其实是个谎言。
弗朗索瓦丝怀孕了，但弗朗索瓦认为埃里克可能是孩子的父亲，而不知道弗朗索瓦丝其实还没有和埃里克睡过觉。他的这一想法激怒了弗朗索瓦丝，她决定彻底离开弗朗索瓦，接受埃里克提出的去阿加迪尔度假一週的请求。
弗朗索瓦意识到，孩子是他挽回妻子的最后机会。他预订了在威尼斯为期一週的双人假期，希望能带上弗朗索瓦丝，但是她很疲惫，只愿意让他陪她去机场，然后各自乘坐各自的飞机。在前往阿加迪尔的登机口，弗朗索瓦丝决定离开埃里克。她回到巴黎，意识到弗朗索瓦也没有离开。两人在餐厅见面，弗朗索瓦丝曾在这家餐厅告诉弗朗索瓦她怀了维克。
与此同时，维克正忙于组织她14岁的生日派对。往事讓她對马蒂厄產生了相反的感情，冷漠與狂愛交替。他一到，她就被他迷住了。當她在他懷裡慢舞時，她看到另一個不知名的男孩從遠處走來。影片在神秘的阴影中结束，维克带着模糊的眼神，在这个刚到的男孩怀里跳舞。

## 制作

### 原声
1. "Reality" (Cosma-Jordan) - Richard Sanderson – 4:45
2. "It Was Love" (Cosma-Jordan) - The Regiment – 4:30
3. "Formalities (instrumental)" (Cosma-Jordan) - Orchestra Vladimir Cosma – 3:40
4. "Gotta Get a Move On" (Cosma-Jordan) - Karoline Krüger – 2:58
5. "Swingin' Around" (Cosma-Jordan) - The Cruisers – 2:47
6. "Gotta Get a Move On" (Cosma-Jordan) - The Regiment – 4:42
7. "Formalities" (Cosma-Jordan) - The Regiment – 3:41
8. "Gotta Get a Move On (instrumental)" (Cosma-Jordan) - Orchestra Vladimir Cosma – 3:00
9. "Murky Turkey" (Cosma-Jordan) - Richard Sanderson – 3:48
10. "Go On Forever" (Cosma-Jordan) - Richard Sanderson – 3:43[4]

## 反响

### 票房
《初吻》取得了國際票房成功，在法國獲得4,378,500人次入場，在匈牙利獲得1,289,289人次入場，在西德獲得664,981人次入場。

### 评论
哈爾·埃里克森在AllMovie的評論中稱這部電影“令人放鬆”並且“真正取悅觀眾”。

## 续集
續集《初吻2》於1982年上映，瑪索在其中再次飾演維克。在續集中，維克沒有男朋友，而她的父母幸福地重歸於好，她的曾祖母正在考慮與交往多年的男友結婚。當維克遇到一個小男孩並被他吸引時，她面臨著第一次做愛的重要決定，就像她的朋友們已經做過的那樣。

## 外部連結
- 豆瓣电影上《初吻》的資料 （简体中文）
- 互联网电影数据库（IMDb）上《初吻》的资料（英文）
- AllMovie上《初吻》的资料（英文）